# Galaaz

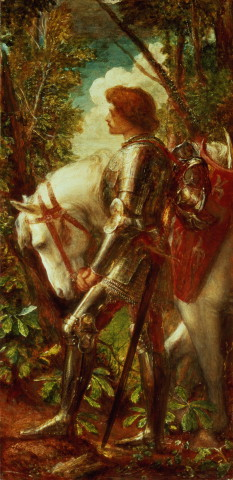
Galaaz numa pintura de George Frederick Watts

Galahad (também conhecido por Galaaz ou Gwalchavad) é um personagem lendário das histórias do Ciclo Arturiano. Galahad era um dos Cavaleiros da Távola Redonda do Rei Artur e um dos três que conseguiu alcançar o Santo Graal. Era o filho de Lancelote e de Helena de Carbonek.
Galahad era considerado o cavaleiro mais puro e, consequentemente, o único a poder sentar-se na Cadeira Perigosa da Távola Redonda, um assento que ficava sempre vazio, já que só o escolhido poderia se sentar. Pela sua pureza, Galaaz é considerado uma encarnação de Jesus na forma de cavaleiro.
Galahad é associada ao escudo branco com uma cruz vermelha, o mesmo emblema  dado aos templários pelo Papa Eugênio III.

## Aparência
Descrito como um jovem, bonito, de porte atlético e aparência aristocrática, Galahad é comumente representado com olhos azuis e cabelos curtos e pretos. Seu traje tradicional é uma armadura reluzente, ou ainda um manto nobre branco com uma cruz vermelha, semelhante a um cavaleiro templário. Não raro, lhe é acrescentado um halo sobre a cabeça, como evidência de seu caráter elevado.

## História
A concepção de Galahad dá-se por meio de uma mentira, quando Helena, filha do Rei Pelinore, usa magia para enganar Lancelote, fazendo-o levar a crer que ela era Guinevere. Eles dormem juntos, mas ao descobrir o que aconteceu, Lancelote deixa Helena e volta para a Corte do Rei Artur. Galaaz é, então, entregue aos cuidados de uma tia sua, abadessa de um convento, e ali criado. "Galahad" era também o nome original de Lancelote, mas é-lhe alterado quando criança, pois Merlin profetiza que o seu filho irá ultrapassar o seu pai em valor e terá sucesso na demanda do Graal.
Ao chegar à vida adulta, Galahad reúne-se ao seu pai, que o torna cavaleiro. É então trazido para a Corte do Rei Artur em Camelot durante o Pentecostes. Sem se aperceber do perigo em que estava a se meter, Galahad dirige-se para a Távola Redonda e senta-se na cadeira proibida. Este lugar tinha sido sempre mantido vago para a única pessoa a alcançar o sucesso na demanda do Santo Graal. Qualquer outra pessoa que aí se sentasse teria morte imediata.
Galaaz sobrevive ao evento testemunhado por Artur e pelos seus cavaleiros. O Rei testa-o então, solicitando-lhe que arrancasse uma espada espetada numa rocha, teste que ele passa com facilidade. O Rei Artur proclama Galahad como o melhor cavaleiro do mundo. Ele é então convidado a juntar-se à Ordem da Távola Redonda e, depois de uma visão do Graal, lança-se na sua demanda.
O incrível poder e sorte de Galahad na demanda do Graal são sempre atribuídos à sua piedade. De acordo com a lenda, só os cavaleiros puros conseguiriam alcançar o Graal. Em termos gerais, a sua pureza refere-se à sua castidade. Galahad parece levar uma vida totalmente sem pecado e, como resultado, vive e pensa num nível totalmente à parte dos outros cavaleiros da lenda.
Talvez devido à sua natureza totalmente pura, Galahad parece quase não-humano. Ele derrota os cavaleiros rivais aparentemente sem esforço, praticamente não lhes fala e leva os seus companheiros ao Graal com uma determinação inderrotável. Assim, dos três que terminam a demanda (Boors, Perceval e o próprio Galahad), ele é o único que realmente o alcança. Quando o faz, Galahad é levado para os Céus, tal como os Patriarcas Bíblicos Enoque e o profeta Elias, deixando os seus companheiros para trás.

## Etimologia do Personagem
A figura  romantizada de um cavaleiro que busca seu ideal, com força e de forma nobre, forma um estereótipo concebido na Idade Média, como motivação para os cavaleiros e religiosos, para que persistissem nos conceitos medievais de virtude e castidade.
Mais tarde, no renascimento, apesar de seu caráter religioso, o personagem ganhou um novo estatuto: o de buscador da verdade e passa a figurar no filosofia iluminista como idealista utópico, por vezes ingênuo de mais.
Atualmente a etimologia do personagem vem ganhando força como um eterno buscador, ou aquele que tenta alcançar o inalcançável, em associação a eterna busca pelo Santo Graal. Nesse sentido Galahad passa a ser um personagem da cultura pop, retratado em filmes e livros pós-modernos, onde assume a forma de um jovem de ideologia que vai a procura de seu ideal, não necessariamente religioso.

## Visão Mística
Devido a seu papel nas lendas arturianas e sua figura de forte caráter espiritual, Galahad se tornou um personagem expressivo em várias correntes místicas. É usado com os mesmos arquétipos do cristianismo, com a diferença que sua busca pelo cálice é substituída pela busca do conhecimento. Sua postura sublime passa a ser referência de como o misticismo deve se portar para receber os dons da sabedoria. E o seu encontro com o Graal é o momento de epifania que leva à compreensão da verdade, simbolizada pela ascensão aos céus.